# Ion Jaunarena
Ion Jaunarena Etxekolonea, llamado Jaunarena, nacido en Leitza (Navarra) el 2 de marzo de 1992, es un pelotari español de pelota vasca en la modalidad de mano, juega en la posición de zaguero, aunque debutó y pasó sus primeros años profesionales como delantero.

## Palmarés
- Campeón del Manomanista de promoción, 2012
- Campeón del Cuatro y Medio de promoción, 2012
- Campeón del Campeonato de Parejas de promoción, 2012

## Final del Manomanista de 2.ª Categoría
| Año  | Campeón   | Subcampeón | Tanteo | Frontón |
| ---- | --------- | ---------- | ------ | ------- |
| 2012 | Jaunarena | Ezkurdia   | 22-16  | Labrit  |

## Final del Cuatro y Medio de 2.ª Categoría
| Año  | Campeón   | Subcampeón | Tanteo | Frontón |
| ---- | --------- | ---------- | ------ | ------- |
| 2012 | Jaunarena | Untoria    | 22-20  | Labrit  |

## Finales del Campeonato de Parejas de 2.ª Categoría
| Año  | Campeones           | Subcampeones              | Tanteo | Frontón |
| ---- | ------------------- | ------------------------- | ------ | ------- |
| 2012 | Jaunarena - Cecilio | Olazabal - Larrinaga      | 22-14  | Labrit  |
| 2018 | Agirre - Iturriaga  | P. Etxeberria - Jaunarena | 22-21  | Labrit  |